# Resident Evil 6
Resident Evil 6 je adventura a střílečka z pohledu třetí osoby z roku 2012. Vyvinula a vydala ji společnost Capcom. Jedná se o šestý hlavní díl série Resident Evil. Hra vyšla pro konzole PlayStation 3 a Xbox 360 a pro Windows. V roce 2017 vyšlo pokračování série Resident Evil 7: Biohazard.
V březnu 2016 byla hra znovu vydána s veškerým stahovatelným obsahem pro PlayStation 4 a Xbox One. V říjnu 2019 vyšla pro Nintendo Switch.

## Hratelnost
Ovladatelnými postavami hry jsou Leon S. Kennedy, Chris Redfield, Jake Muller a Ada Wong, kteří čelí síle stojící za celosvětovým bioteroristickým útokem. Příběh se soustředí na jejich čtyři vzájemně provázané kampaně a každá kampaň se vyznačuje jedinečným stylem i hratelnosti.
Tento díl obsahuje prvky RPG, ale i videosekvence a quicktime eventy.
Hra obsahuje kooperativní multiplayer.

## Ohlasy
Hra od kritiků získala spíše smíšené reakce.

### Prodeje
Celosvětově bylo prodáno více než 13 milionů kopií.